# Cheez-It Bowl 2022
Match précédent Match suivant
Le Cheez-It Bowl 2022 est un match de football américain de niveau universitaire joué après la saison régulière de 2022, le 29 décembre 2022 au Camping World Stadium situé à Orlando dans l'État de la Floride aux États-Unis.
Il s'agit de la 33e édition du Cheez-It Bowl.
Le match met en présence l'équipe des Sooners de l'Oklahoma issue de la Big 12 Conference et l'équipe des Seminoles de Florida State issue de la Atlantic Coast Conference.
Il débute vers 17 h 30 locales (0 h 30 en France) et est retransmis à la télévision par ESPN.
Sponsorisé par la société Kellogg's et sa filiale Cheez-It (en), le match est officiellement dénommé le 2022 Cheez-It Bowl.
Florida State  remporte le match sur le score de 35 à 32. 

## Présentation du match
Il s'agit de la 8e rencontre entre les deux équipes, Oklahoma ayant remporté six matchs pour un à Florida State :
| Saison | Date              | Vainqueur     | Score   | Compétition                            |
| ------ | ----------------- | ------------- | ------- | -------------------------------------- |
| 1964   | 2 janvier 1965    | Florida State | 36 - 19 | Gator Bowl 1965                        |
| 1976   | 25 septembre 1976 | Oklahoma      | 24 - 09 | Saison régulière, joué à Oklahoma      |
| 1979   | 1er janvier 1980  | Oklahoma      | 24 - 07 | Orange Bowl 1980                       |
| 1980   | 1er janvier 1981  | Oklahoma      | 18 - 17 | Orange Bowl 1981                       |
| 2000   | 3 janvier 2001    | Oklahoma      | 13 - 02 | Orange Bowl 2000                       |
| 2010   | 11 septembre 2010 | Oklahoma      | 47 - 17 | Saison régulière, joué à Oklahoma      |
| 2011   | 17 septembre 2011 | Oklahoma      | 23 - 13 | Saison régulière, joué à Florida State |

| Équipes                                                                                                 | Couleurs | Conférences | Entraîneurs                      | Stats. saison rég. | Classements avant le bowl | Classements avant le bowl | Classements avant le bowl |
| --- | -------- | ----------- | -------------------------------- | ------------------ | ------------------------- | ------------------------- | ------------------------- |
| Équipes                                                                                                 | Couleurs | Conférences | Entraîneurs                      | Stats. saison rég. | CFP                       | AP                        | Coaches                   |
| Sooners de l'Oklahoma                                                                                   |          | B12         | Brent Venables (en) (1re saison) | 6 - 6              | NC                        | NC                        | NC                        |
| Seminoles de Florida State                                                                              |          | ACC         | Mike Norvell (en) (3e saison)    | 9 - 3              | no 13                     | no 13                     | no 13                     |
| - Arbitre : James Carter (SEC) - Équipe donnée favorite par les bookmakers : Florida State par 8 points |          |             |                                  |                    |                           |                           |                           |

### Sooners de l'Oklahoma
Avec un bilan global en saison régulière de 6 victoires et 6 défaites (3-6 en matchs de conférence), Oklahoma est éligible et accepte l'invitation pour participer au Cheez-It Bowl 2022.
Ils terminent 7e de la Big 12 Conference derrière #3 TCU, #9 Kansas State, #20 Texas, Texas Tech, Oklahoma State et Baylor.
À l'issue de la saison 2022 (bowl non compris), ils n'apparaissent pas dans les classements CFP, AP et Coaches.
Une vingtaine de joueurs ont décidé de faire l'impasse sur le bowl pour diverses raisons (blessés, transfert ou préparation pour la draft), les principaux étant les running backs Eric Gray et Marcus Major, le wide receiver Theo Wease, le left tackle Anton Harrison, le right tackle Wanya Morris, le centre Andrew Raym et le defensive lineman Jalen Redmond,.
Il s'agit de leur 2e participation au Cheez-It Bowl :
| Saisons | Dates            | Vainqueurs            | Scores | Finalistes | Bilan     |
| ------- | ---------------- | --------------------- | ------ | ---------- | --------- |
| 2014    | 29 décembre 2014 | #18 Tigers de Clemson | 10 - 6 | Oklahoma   | D : 0 - 1 |

| Logo     | Postes                                             | Joueurs                                            | Statistiques                                                      |
| -------- | -------------------------------------------------- | -------------------------------------------------- | ----------------------------------------------------------------- |
|          | Quarterback                                        | Dillon Gabriel                                     | 216/343 passes réussies pour 2 925 yards, 24 TDs, 6 interceptions |
| Coureur  | Eric Gray                                          | 213 courses pour 1 364 yards nets gagnés et 11 TDs |                                                                   |
| Receveur | Marvin Mims                                        | 52 réceptions pour 1 006 yards et 6 TDs            |                                                                   |
| Effectif | Listing et statistiques du roster 2022 des Sooners | Listing et statistiques du roster 2022 des Sooners |                                                                   |

### Seminoles de Florida State
Avec un bilan global en saison régulière de 9 victoires et 3 défaites (5-3 en matchs de conférence), Florida State est éligible et accepte l'invitation pour participer au  Cheez-It Bowl 2022.
Ils terminent 2e de la Division Atlantic de l'Atlantic Coast Conference derrière #7 Clemson.
À l'issue de la saison 2022 (bowl non compris), ils sont désignés no 13 aux classements CFP, AP et Coache's.
Il s'agit de leur 3e participation au Cheez-It Bowl :
| Saisons | Dates            | Vainqueurs        | Scores  | Finalistes                   | Bilan     |
| ------- | ---------------- | ----------------- | ------- | ---------------------------- | --------- |
| 2008    | 27 décembre 2008 | Florida State     | 42 - 13 | Badgers du Wisconsin         | V : 1 - 0 |
| 2011    | 29 décembre 2011 | #25 Florida State | 18 - 14 | Fighting Irish de Notre Dale | V : 2 - 0 |

| Logo     | Postes                                               | Joueurs                                              | Statistiques                                                      |
| -------- | ---------------------------------------------------- | ---------------------------------------------------- | ----------------------------------------------------------------- |
|          | Quarterback                                          | Jordan Travis                                        | 199/315 passes réussies pour 2 796 yards, 22 TDs, 4 interceptions |
| Coureur  | Trey Benson                                          | 141 courses pour 965 yards nets gagnés et 9 TDs      |                                                                   |
| Receveur | Johnny Wilson                                        | 35 réceptions pour 695 yards et 5 TDs                |                                                                   |
| Effectif | Listing et statistiques du roster 2022 des Seminoles | Listing et statistiques du roster 2022 des Seminoles |                                                                   |